# Glyptopora keyserlingi
Glyptopora keyserlingi är en mossdjursart som först beskrevs av Louis Beethoven Prout 1860.  Glyptopora keyserlingi ingår i släktet Glyptopora och familjen Hexagonellidae. Inga underarter finns listade i Catalogue of Life.